# William Lafayette Strong
William Lafayette Strong (Contea di Richland, 22 marzo 1827 – 2 novembre 1900) è stato un politico statunitense, 90° sindaco di New York.